# دختران جوان روشفور
دختران جوان روشفور (فرانسوی: Les Demoiselles de Rochefort‎، ت. «The Young Ladies of Rochefort») فیلمی در ژانر موزیکال به کارگردانی ژاک دمی است که در سال ۱۹۶۷ منتشر شد.

## بازیگران
- کاترین دنو
- فرانسواز دورلیاک
- جورج چاکیریس
- ژاک پرن
- میشل پیکولی
- جین کلی
- دانیل داریو
- کریستیان لوگران
- آنری کرمیو